# Молотков, Юрий
Юрий Молотков (латыш. Jurijs Molotkovs; 6 июня 1974) — латвийский футболист, нападающий. Выступал за сборную Латвии.

## Биография
В начале карьеры выступал за клубы Даугавпилса. Дебютировал в высшей лиге Латвии в составе «ДЮСШ/Целтниекс». В 1994 году играл за вторую по рангу городскую команду — «Химик», ставшую аутсайдером высшей лиги. В 1996—1997 годах выступал за «Локомотив», также бывший вторым клубом из Даугавпилса в высшей лиге. В обоих сезонах становился лучшим снайпером клуба, забивая по 8 голов.
В 1998 году перешёл в рижскую «ЛУ/Даугаву». Следующие два сезона провёл в «Риге», оба раза был лучшим снайпером клуба — в 1999 году забил 7 мячей, в 2000 году — 11 голов (четвёртое место среди бомбардиров чемпионата). Стал обладателем Кубка Латвии 1999 года.
В 2001 году вернулся в Даугавпилс и присоединился к ведущему городскому клубу «Динабург», провёл в нём два сезона. В 2002 году с 16 голами стал лучшим снайпером клуба и четвёртым бомбардиром чемпионата. В обоих сезонах «Динабург» занимал четвёртые места, что стало лучшим достижением игрока в высшей лиге.
Всего в высшей лиге Латвии сыграл 197 матчей и забил 71 гол. Принимал участие в играх еврокубков.
В конце карьеры играл за клубы первой лиги. В 2003 году с «Диттоном» (Даугавпилс) стал третьим призёром турнира, а в 2004 году с клубом «Зибенс/Земессардзе» (Илуксте) финишировал на четвёртом месте. Стал третьим бомбардиром первой лиги 2004 гола (21 гол).
В национальной сборной Латвии сыграл единственный матч — 26 июня 1998 года в товарищеской игре против Андорры (2:0) провёл на поле первые 56 минут.

## Достижения
- Обладатель Кубка Латвии: 1999